# Toccarlo... porta fortuna
Toccarlo... porta fortuna (That Lucky Touch) è un film del 1975 diretto da Christopher Miles, con Roger Moore, Susannah York, Shelley Winters e Lee J. Cobb.

## Trama
Un mercante d'armi, Michael Scott, giunge a Bruxelles per vendere nuovi armamenti in vista delle manovre NATO. Sul luogo giunge anche l'antimilitarista Julia Richardson, una giornalista decisa a far saltare un qualunque accordo possibile fra l'armatore e i generali. Riesce nel suo intento provocando una lite fra i generali che avrebbero dovuto acquistare le armi e così Scott riparte per il Medio Oriente in cerca di maggior fortuna tallonato dalla giornalista ormai interessata anche a lui.